# Iberia Líneas Aéreas de España
Iberia Líneas Aéreas de España S.A. Operadora, meist kurz Iberia, ist die größte spanische Fluggesellschaft mit Sitz in Madrid und Drehkreuz auf dem Flughafen Madrid-Barajas. Sie ist Teil des Luftfahrtkonzerns International Airlines Group (IAG) und Mitglied der Oneworld Alliance.

## Geschichte

### Gründung
Iberia wurde am 28. Juni 1927 mit einem von einem spanischen Investor und der damaligen Deutschen Luft Hansa (DLH) bereitgestellten Grundkapital von 1,1 Millionen Peseten gegründet. Die DLH hatte im Rahmen ihrer geplanten Flugverbindung nach Südamerika großes Interesse an der iberischen Halbinsel. Nach Abschluss des Pariser Luftfahrtabkommens im Mai 1926 war für die DLH die Flugstrecke nach Spanien über Frankreich offen. Bereits im Oktober 1926 wurden die Verhandlungen über die Gründung einer spanischen Gesellschaft mit einem spanischen Konsortium abgeschlossen.
Mitte 1927 konnte die jetzt Iberia genannte Gesellschaft die Geschäfte aufnehmen. Das Deutsche Reich schloss Ende des Jahres ein Luftverkehrsabkommen mit der spanischen Regierung, um sich die Streckenrechte für den geplanten Verkehr nach Südamerika sichern zu können. In diesem Abkommen ging es um Durchflug- und Landerechte, besonders auch auf den Azoren, den portugiesischen Kapverden und den Kanaren. Technische Schwierigkeiten mit den für den Verkehr vorgesehenen Dornier Do R- und Romar-Flugbooten verzögerten aber die Verkehrsaufnahme. Iberia konnte am 14. Dezember 1927 die Strecke zwischen Barcelona und Madrid mit von der DLH gecharterten Rohrbach Ro VIII aufnehmen. Spanien konnte aber ab Januar 1928 an das Flugnetz der DLH angeschlossen werden, indem die Strecke Stuttgart-Marseille bis Barcelona verlängert wurde, wenn auch der Betrieb der Iberia zum Jahresende 1928 wieder eingestellt wurde. Der Verkehr der Iberia wurde vom 14. Dezember 1927 bis 31. Dezember 1928 auf der Strecke Barcelona-Madrid durchgeführt. Nach anfänglichem werktäglichen Dienst wurde die Flugdichte aber bereits im Februar 1928 heruntergesetzt. Die gecharterten fünf oder sechs Rohrbach Ro VIII wurden bis auf die im April 1928 verunglückte M-CCCC im April und Mai 1929 wieder an die DLH zurückgegeben.
In diesen Jahren war Iberia sowohl technisch als auch organisatorisch vollständig von der Deutschen Luft Hansa abhängig.

### 1937 bis 1944

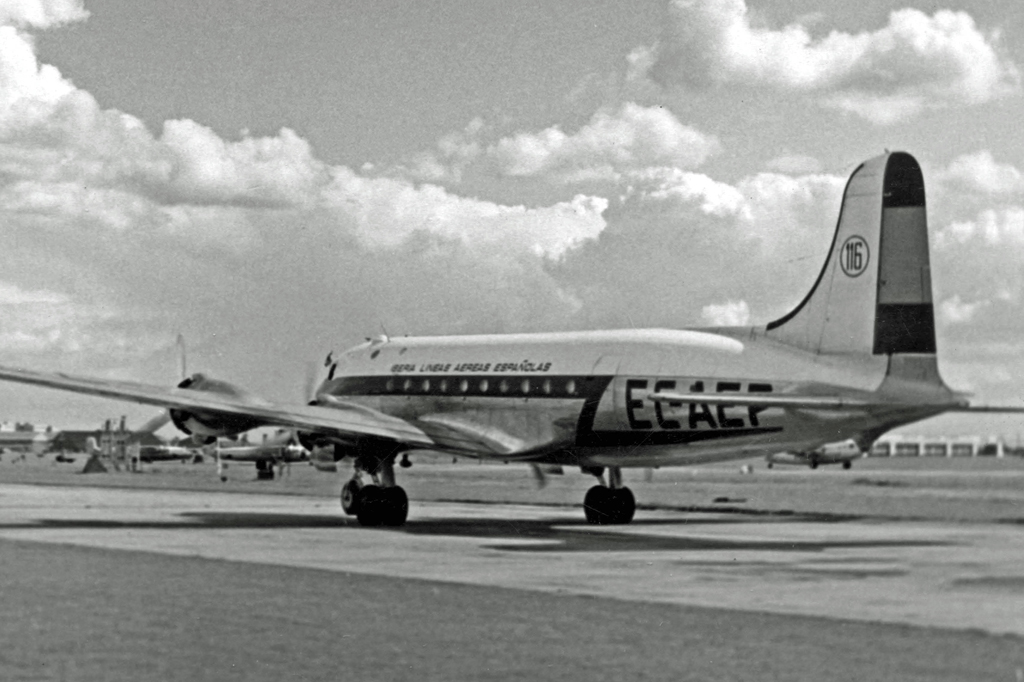
Eine Douglas DC-4 der Iberia in den 1950er-Jahren

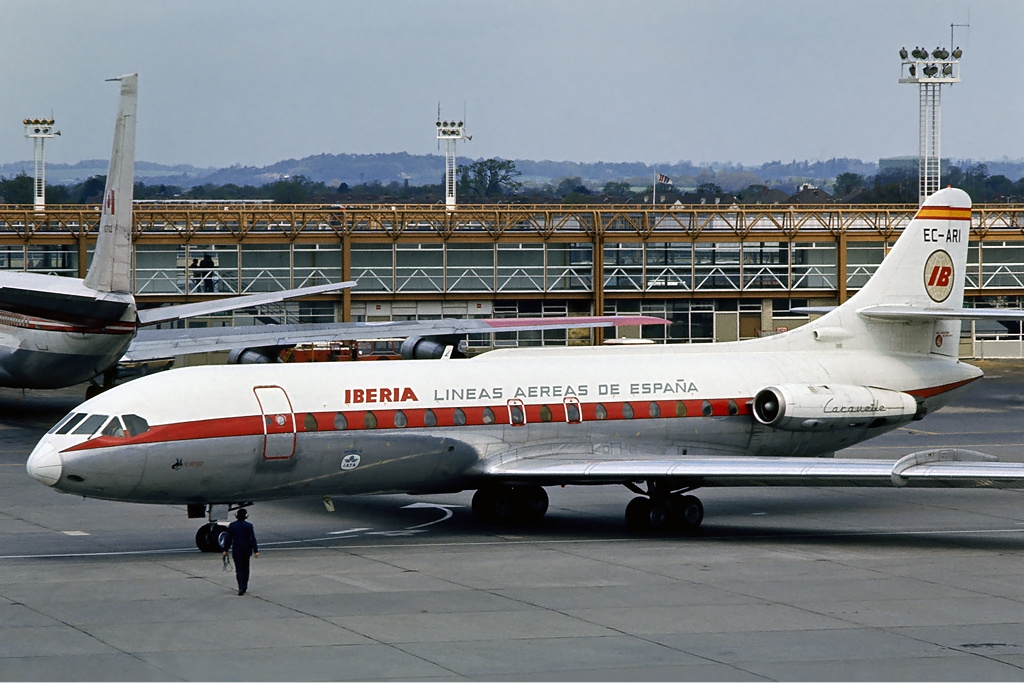
Eine Sud Aviation Caravelle der Iberia in den 1970er-Jahren

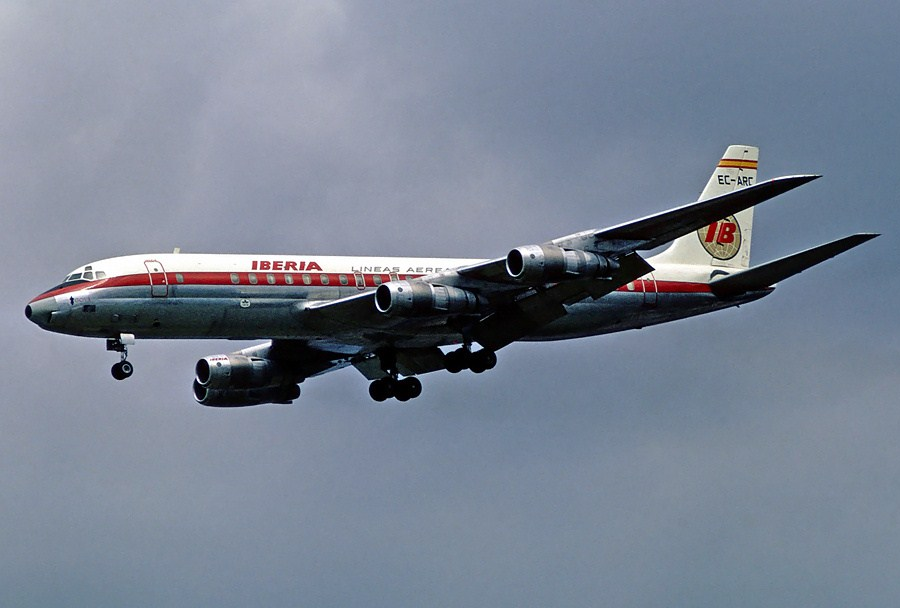
Eine Douglas DC-8-52 der Iberia, 1972

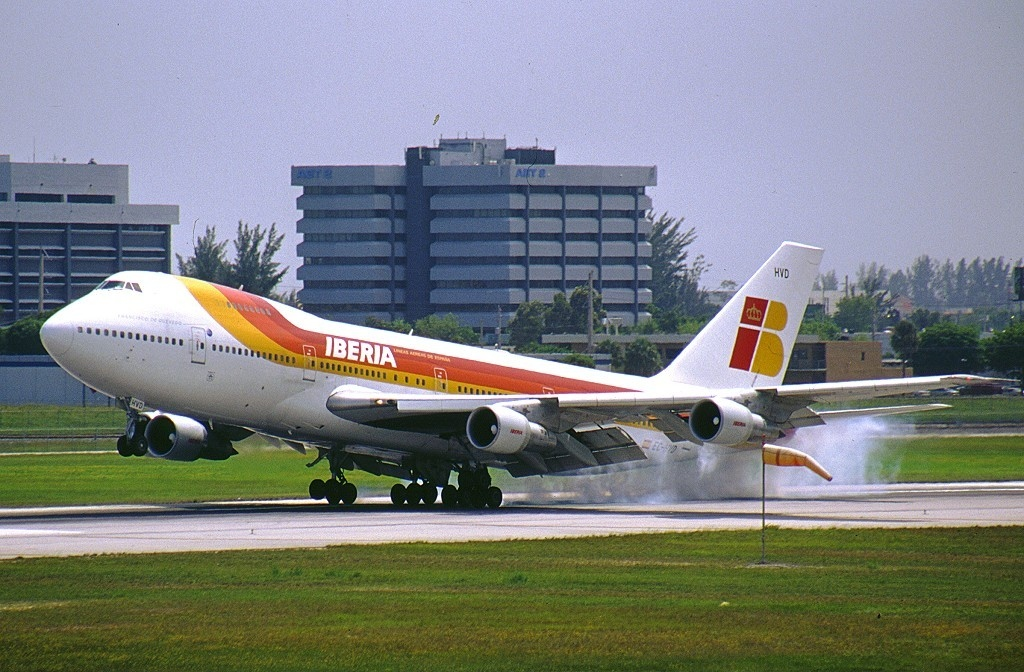
Eine Boeing 747-200 der Iberia, 2001

Zu Beginn des Spanischen Bürgerkrieges befanden sich die meisten Flugzeuge der LAPE, der staatlichen spanischen Fluggesellschaft, auf republikanischem Gebiet. Die vier in nationalistischen Besitz geratenen Flugzeuge der LAPE wurden als Verbindungs- und Reiseflugzeuge für Franco und seine Generalität genutzt, so dass ein Luftverkehr in der nationalen Zone, auch aus Mangel an Piloten, nicht möglich war.
Iberia bestand bei Ausbruch des Bürgerkrieges noch und besaß auch noch die notwendigen Konzessionen. Ihr damaliger Direktor, Daniel de Araoz, wandte sich an die Deutsche Lufthansa mit der Bitte, einen innerspanischen Luftverkehr in der nationalen Zone aufzubauen. Obwohl es nirgendwo vermerkt ist, ist anzunehmen, dass das Einverständnis sowohl Deutschlands als auch des nationalen Spaniens zu diesem Schritt vorlag. Die Nationalen waren an schnellen Verbindungen innerhalb des Landes wegen des Krieges interessiert, da der erdgebundene Verkehr durch Kriegszerstörungen und auf Grund des Frontverlaufs teilweise gestört war. Die deutsche Seite gewann durch die Dienstleistung der DLH eine Forderung an die Nationalen, die diese durch Rohstoffe und Lebensmittel bezahlen konnten. Daran war das Reich wegen des eigenen Mangels an diesen Gütern besonders interessiert.
Bereits am 16. August 1937 eröffnete die DLH die Strecke Vitoria-Burgos-Salamanca-Caceres-Sevilla-Tétouan, die Nordspanien mit Spanisch-Marokko verband. In Burgos landeten die Streckenmaschinen aus Deutschland, so dass dort ein Anschluss an den Dienst der DLH bestand. Der Verkehr wurde durch Flugzeuge der DLH mit deutschem Personal betrieben, der einzige Spanier in Diensten der Iberia war Direktor Araoz. Ab 19. April 1938 wurde auch Las Palmas in das Streckennetz der Iberia einbezogen. Am Ende des Bürgerkriegs umfasste das Streckennetz 4500 km, zwölf Flugplätze wurden angeflogen.
Am 1. Juli 1939 erwarb Iberia die sieben Junkers Ju 52/3m, die den innerspanischen Luftverkehr betrieben hatten, von der Lufthansa. Durch den Kriegsbeginn ergab sich für die DLH die missliche Lage, dass die Iberia den Kaufpreis, der in monatlichen Raten von 40.000.- RM bezahlt werden sollte, auf Grund des geringen Güteraustausches zwischen Spanien und dem Reich nicht mehr begleichen konnte. Nachdem die Lufthansa der spanischen Regierung im August 1939 einen Bericht über den Aufbau des innerspanischen Luftverkehrs vorgelegt hatte, ergab sich im Anschluss daran die Frage einer Verstaatlichung der Iberia. Diese trat am 7. Juni 1940 in Kraft. Die Interessen der DLH wurden bei dieser Lösung vollständig befriedigt. Sie erhielt für ihr Aktienpaket 800.000.- Ptas., die spanische Regierung trat in die Verbindlichkeiten der Iberia gegenüber der DLH in Höhe von 1,14 Mio. Ptas. ein.
Zwischen August 1937 und Juni 1940 flog Iberia 3,8 Mio. Kilometer und beförderte 64.000 Passagiere und 590 Tonnen Fracht und Post. Insgesamt wurden acht Ju 52/3m mit zivilen Kennzeichen, die mit M- begannen, eingesetzt. Eine Ju 52/3m wurde am 29. März 1939 schwer beschädigt und ausgemustert.
Nachdem Iberia am 22. November 1940 mit der SAETA, einer Neugründung des Jahres 1939, verschmolzen worden war, zog die DLH ihr noch verbliebenes Personal zurück. Das Kapital der Iberia teilte sich in 51 %, die das Ministerio del Aire hielt, 24,5 % für die DLH und 24,5 % für Ala Littoria. Diese hatte aber kein Interesse daran und trat ihre Anrechte an spanische Bürger ab. Diese spanische Seite bestand aus zwei Privatleuten, die die Aktien als Strohmänner für die DLH übernahmen, so dass der echte Anteil der Lufthansa 49 % betrug. So gelang es der DLH, entscheidenden Einfluss auf die Geschäftsführung der Iberia zu gewinnen. Die Beteiligung erfolgte seitens der DLH nicht mit Devisen, sondern mit vier fabrikneuen und zwei gebrauchten Ju 52/3m, die 1941 und 1942 geliefert wurden. Im Laufe des Krieges nutzten die Alliierten die Sperrung der Lieferung von Flugbenzin, um den Einfluss der DLH auf Iberia zu beseitigen. Der Flugbetrieb der Iberia musste 1941 und 1942 drastisch reduziert werden. Im März 1943 sah sich die Iberia gezwungen, den Verkehr dann ganz einzustellen, bis sich die DLH bereit erklärte, ihre Anteile am 7. August 1943 an das spanische Industrieministerium INI zu verkaufen. Da die DLH unter erheblichen Flugzeugmangel litt, wurden 1942 erstmals zwei Ju 52/3m der Iberia gechartert, 1943 eine weitere Ju 52/3m. Eine der Ju 52/3m wurde bei einem alliierten Luftangriff auf Stuttgart am 9. August 1944 zerstört.
Nachdem die DLH ihre Beteiligung an die spanische Regierung verkauft hatte, ließen die Alliierten im November 1943 den Export von Benzin wieder zu. Allerdings war bereits im Februar 1944 ein neues Embargo in Kraft getreten, das Spanien veranlassen sollte, die Exporte von Wolfram nach Deutschland zu stoppen. Nach einem Kompromiss mit den Alliierten wurde im Juli 1944 dann endgültig die Versorgung normalisiert. Mit der gleichzeitig einsetzenden Entspannung der Beziehungen zwischen den Alliierten und Spanien wurde eine Luftverbindung nach Madrid interessant. Da Spanien offiziell neutral war, kam nur die British Overseas Airways Corporation (BOAC) für diese Aufgabe in Frage. Die Verhandlungen führten dazu, dass die Strecke vom Vereinigten Königreich über Lissabon nach Madrid ab 23. Oktober 1944 beflogen werden konnte. Auf dem Teilstück Lissabon-Madrid flog die BOAC bis April 1945 in Konkurrenz zur Lufthansa.

### 1950er- bis 1990er-Jahre

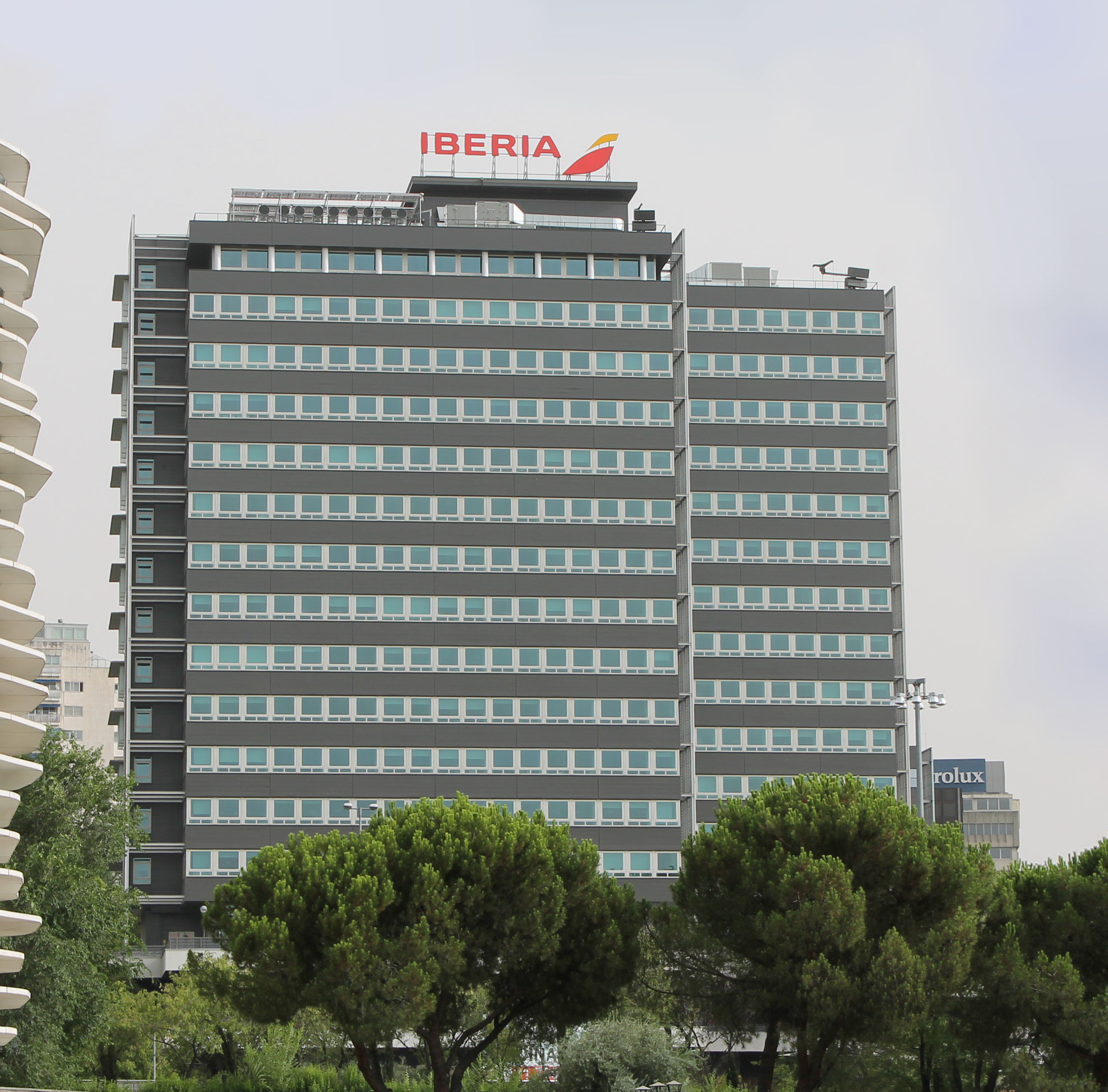
Der Sitz von Iberia in Madrid

1960 stellte Iberia ihr erstes Düsenflugzeug, eine Douglas DC-8, in Dienst. Später wurde Iberia der größte Betreiber der Boeing 727 und erster Betreiber der Douglas DC-9-32 in Europa.
Im Jahr 1972 trat Iberia dem ATLAS-Konsortium bei und arbeitete im Anschluss bei der Wartung von Großraumflugzeugen und der Schulung von Besatzungen mit den Fluggesellschaften Air France, Alitalia, Lufthansa und Sabena zusammen.

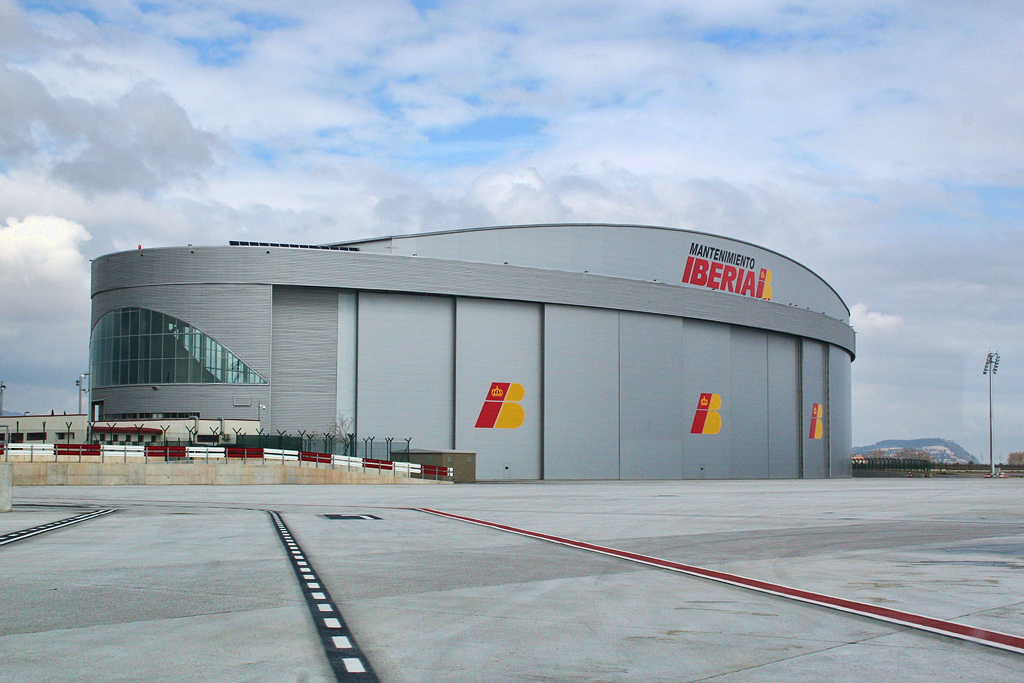
Ein Wartungshangar der Iberia

Das bis Oktober 2013 genutzte Logo wurde bereits 1977 anlässlich des 50. Geburtstags von Iberia eingeführt und stellt das Kürzel IB mit spanischer Krone im oberen Teil des I dar. Die Firmenfarben geben kombiniert Teile der Farben der spanischen Flagge mit dem Image Spaniens als Land mit viel Sonne wieder.
Ab Anfang der 1990er-Jahre wurde ein Flottenerneuerungsprogramm mit 22 Airbus A320-200 und 24 McDonnell Douglas MD-87 eingeleitet. Bei letzterem Muster war Iberia der weltweit größte Betreiber. Ab 1993 folgten Boeing 757 und ab 1996 der Airbus A340-300, der seither die Boeing 747 abgelöst hat.
Im März 1999 wurde die Tochtergesellschaft Viva Air und im September 1999 die Fluggesellschaft Aviaco inklusive ihrer Flotte integriert, wodurch Iberia auch ein Betreiber der McDonnell Douglas MD-88 wurde.

### Entwicklung seit 2000

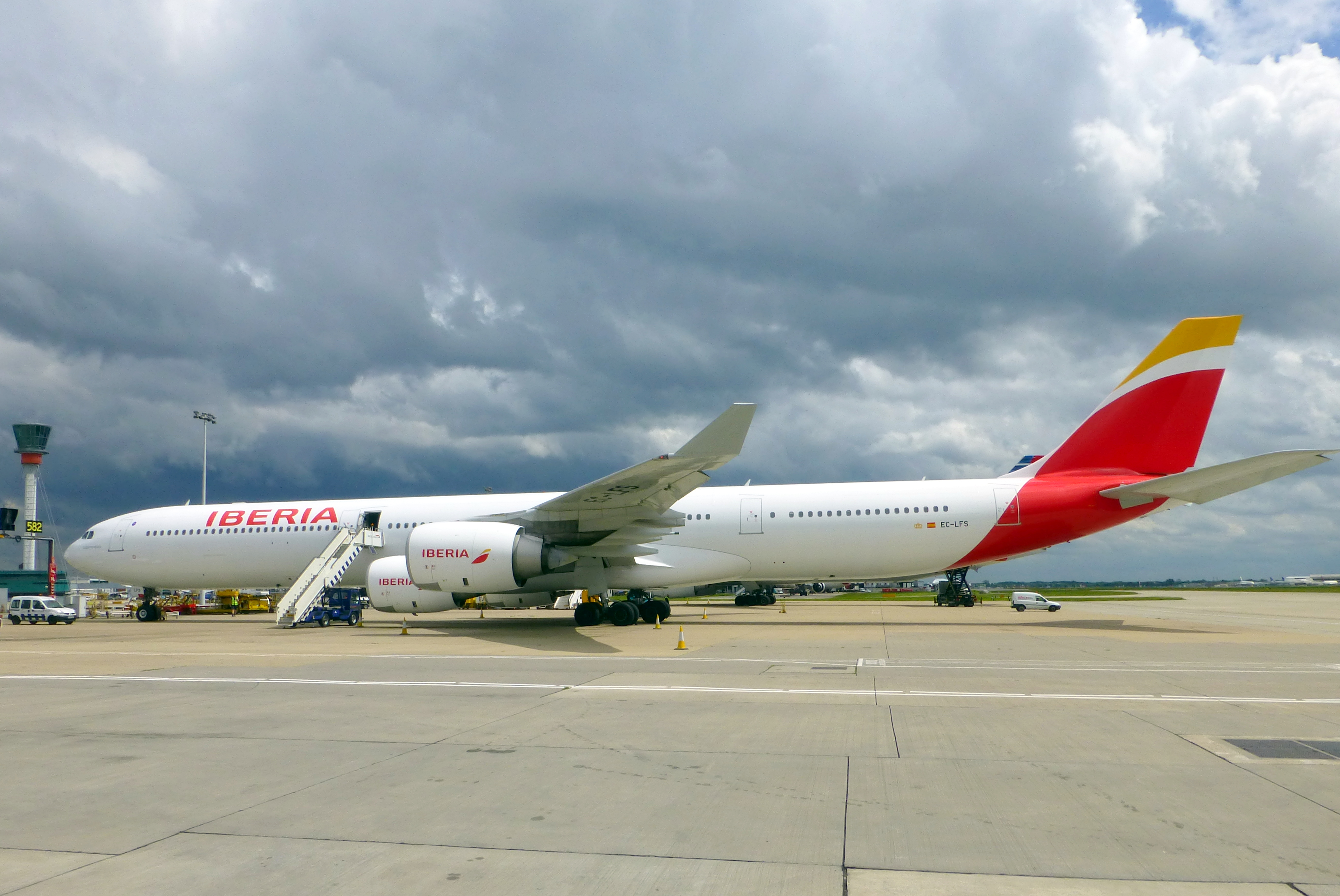
Airbus A340-600 der Iberia

Im Juni 2003 übernahm Iberia als zweite europäische Fluggesellschaft den neuen Airbus A340-600. 2004 löste Iberia ihr Drehkreuz in Miami auf. Sie reagierte damit auf die Einführung der Visumpflicht für Transitpassagiere in den USA und fliegt Ziele in Lateinamerika von Madrid aus seither direkt an.
Am 6. Februar 2007 gaben die spanischen Banken Caja Madrid und BBVA bekannt, ihre Anteile an Iberia zu verkaufen. Ende des Jahres übernahm die Caja Madrid die Anteile von Logista und BBVA und wurde mit 22,99 % zum Mehrheitsaktionär von Iberia.
Im März 2008 erhöhte British Airways ihren Anteil an Iberia von 10 auf 13,15 %. Am 29. Juli 2008 erklärten Iberia und British Airways, dass über eine Fusion beider Fluggesellschaften verhandelt werde. Am 12. November 2009 kündigten British Airways und Iberia die Fusion zur sechstgrößten Fluggesellschaft der Welt an. Die Fusion hat einen finanziellen Umfang von 7 Milliarden US-Dollar und wurde am 21. Januar 2011 mit dem Eintrag in das Handelsregister abgeschlossen. Das Dachunternehmen ist die neue International Airlines Group.
Im Oktober 2011 wurde die Gründung der Billigfluggesellschaft Iberia Express bekanntgegeben, die ab 23. März 2012 vier Flugzeuge und einige Strecken der Muttergesellschaft ab Madrid übernahm und seitdem sukzessive wuchs. Die Gründung von Iberia Express rief Proteste hervor.
Im November 2012 kündigte Iberia den Abbau von 4500 Arbeitsplätzen an. Im Streit um einen Sanierungsplan, der einen Abbau von nun 3800 Arbeitsplätzen und Gehaltskürzungen vorsah, rief das Boden- und Kabinenpersonal am 18. Februar 2013 zu einem fünftägigen Streik auf. Am 27. März 2013 wurde Rafael Sanchez-Lozano durch Luis Gallego ersetzt, den Chef der Billigflug-Tochtergesellschaft Iberia Express. Die spanische Regierung hatte zuvor einen Schlichter eingesetzt. Es sollten deutlich weniger Arbeitsplätze abgebaut werden als ursprünglich geplant und der Gehaltsverzicht geringer ausfallen.
Im Frühjahr 2013 erhielt Iberia den ersten von acht Airbus A330-300, die einen Teil der Airbus A340-300 ablösten. Sie sind erstmals mit Inflight-Entertainment in der Economy-Klasse ausgestattet. Die A340-600 werden nachgerüstet. IAG gab im August 2013 Optionen über 32 Airbus A350-900 und zwölf Boeing 787-9 bekannt, um die Langstreckenflotte zu erneuern. Im Oktober 2013 stellte Iberia ein neues Corporate Design vor.
Im September 2014 wandelte Iberia acht Optionen für den Airbus A330-200 in Bestellungen um, die einen Teil der A340 ersetzen. Ende 2014 gab IAG bekannt, dass der Turnaround bei Iberia erreicht wurde und die Fluggesellschaft wieder Gewinn schreibt.

## Flugziele
Von Madrid-Barajas fliegt Iberia den Langstreckenverkehr, welcher stark auf Lateinamerika ausgerichtet ist. Außerdem werden Ziele in Afrika, Europa, Japan, dem Nahen Osten sowie den USA angeflogen.
In Deutschland fliegt Iberia Berlin Brandenburg, Düsseldorf, Frankfurt, Hamburg und München an, in Österreich Salzburg und Wien sowie in der Schweiz Genf und Zürich.
Im Rahmen eines Franchise-Abkommens führt Air Nostrum unter dem Namen Iberia Regional Air Nostrum Regional- und Zubringerflüge mit kleinerem Fluggerät durch. Es wird neben Madrid auch von weiteren Flughäfen in Spanien geflogen.

### Codesharing
Weitere Ziele werden mittels Codesharing angeboten. Die Codesharepartner der Iberia sind (oneworld-Mitglieder sind mit * gekennzeichnet):
- Aer Lingus
- Air Baltic
- American Airlines*
- Binter Canarias
- Boliviana de Aviación
- British Airways*
- Bulgaria Air
- Cathay Pacific*
- Copa Airlines
- Czech Airlines
- El Al
- Finnair*
- Avianca Group
- LATAM Airlines Group
- Japan Airlines*
- Qatar Airways*
- Royal Air Maroc*
- Royal Jordanian*
- TAAG Angola Airlines
- Viva Aerobus
- Vueling Airlines

## Flotte

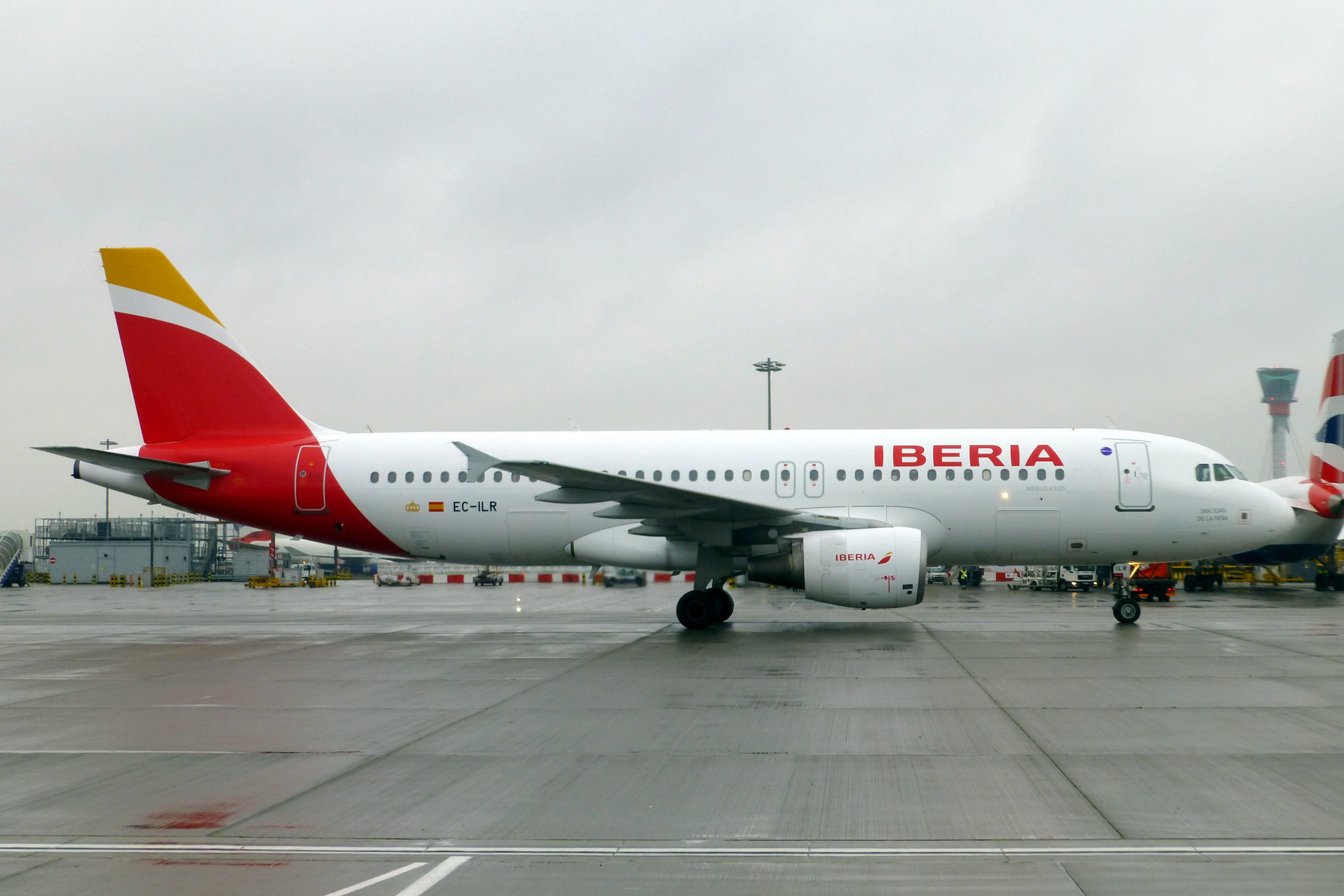
Airbus A320-200 der Iberia

### Aktuelle Flotte
Mit Stand Mai 2025 besteht die Flotte der Iberia aus 97 Flugzeugen mit einem Durchschnittsalter von 9,9 Jahren:
| Flugzeugtyp     | Anzahl | bestellt | Anmerkungen                               | Sitzplätze (Business/Premium Eco/Eco)                       | Durchschnittsalter |
| --------------- | ------ | -------- | ----------------------------------------- | ----------------------------------------------------------- | ------------------ |
| Airbus A319-100 | 03     |          |                                           | 122 (14/–/108) 141 (var/–/var)                              | 17,0 Jahre         |
| Airbus A320-200 | 11     |          | fünf mit Sharklets ausgestattet           | 180 (var/–/var)                                             | 17,6 Jahre         |
| Airbus A320neo  | 18     |          | einer inaktiv                             | 186 (var/–/var)                                             | 04,3 Jahre         |
| Airbus A321-200 | 13     |          | zwei inaktiv                              | 217 (var/–/var) 219 (var/–/var)                             | 21,1 Jahre         |
| Airbus A321XLR  | 03     | 05       | einer inaktiv; Launch Customer            | 182 (14/–/168)                                              | 00,3 Jahre         |
| Airbus A330-200 | 19     |          | einer inaktiv; sieben betrieben für LEVEL | 275 (20/–/255) 288 (19/–/269) 299 (24/–/275) 311 (–/42/269) | 08,9 Jahre         |
| Airbus A330-300 | 08     |          | einer inaktiv                             | 292 (29/21/242)                                             | 11,7 Jahre         |
| Airbus A350-900 | 22     | 07       | einer inaktiv                             | 352 (31/28/293)                                             | 04,4 Jahre         |
| Gesamt          | 97     | 12       |                                           |                                                             | 09,9 Jahre         |

Weitere Flugzeuge werden durch Air Nostrum als Iberia Regional sowie von Iberia Express betrieben.

### Aktuelle Sonderbemalungen
| Flugzeugtyp     | Luftfahrzeugkennzeichen | Bemalung                        | Zeitraum            | Bild |
| --------------- | ----------------------- | ------------------------------- | ------------------- | --- |
| Airbus A319-100 | EC-KHM                  | „oneworld“                      | seit November 2017  | |
| Airbus A320-200 | EC-MCS                  | „75 años volando a Puerto Rico“ | seit April 2024     | Bild gesucht Die Wikipedia wünscht sich an dieser Stelle ein Bild. Weitere Infos zum Motiv findest du vielleicht auf der Diskussionsseite . Falls du dabei helfen möchtest, erklärt die Anleitung , wie das geht. |
| Airbus A320neo  | EC-NFZ                  | „oneworld“                      | seit September 2019 | |
| Airbus A321-200 | EC-ILP                  | „Surf City El Salvador“         | seit November 2023  | Bild gesucht Die Wikipedia wünscht sich an dieser Stelle ein Bild. Weitere Infos zum Motiv findest du vielleicht auf der Diskussionsseite . Falls du dabei helfen möchtest, erklärt die Anleitung , wie das geht. |
| Airbus A321-200 | EC-JZM                  | „Cantabria Infinita“            | seit November 2024  | Bild gesucht Die Wikipedia wünscht sich an dieser Stelle ein Bild. Weitere Infos zum Motiv findest du vielleicht auf der Diskussionsseite . Falls du dabei helfen möchtest, erklärt die Anleitung , wie das geht. |
| Airbus A330-200 | EC-MMG                  | „Only in Madrid“                | seit Oktober 2024   | Bild gesucht Die Wikipedia wünscht sich an dieser Stelle ein Bild. Weitere Infos zum Motiv findest du vielleicht auf der Diskussionsseite . Falls du dabei helfen möchtest, erklärt die Anleitung , wie das geht. |
| Airbus A330-200 | EC-MYA                  | „oneworld“                      | seit Oktober 2024   | Bild gesucht Die Wikipedia wünscht sich an dieser Stelle ein Bild. Weitere Infos zum Motiv findest du vielleicht auf der Diskussionsseite . Falls du dabei helfen möchtest, erklärt die Anleitung , wie das geht. |
| Airbus A350-900 | EC-NIG                  | „Only in Madrid“                | seit Mai 2024       | Bild gesucht Die Wikipedia wünscht sich an dieser Stelle ein Bild. Weitere Infos zum Motiv findest du vielleicht auf der Diskussionsseite . Falls du dabei helfen möchtest, erklärt die Anleitung , wie das geht. |

### Ehemalige Flugzeugtypen

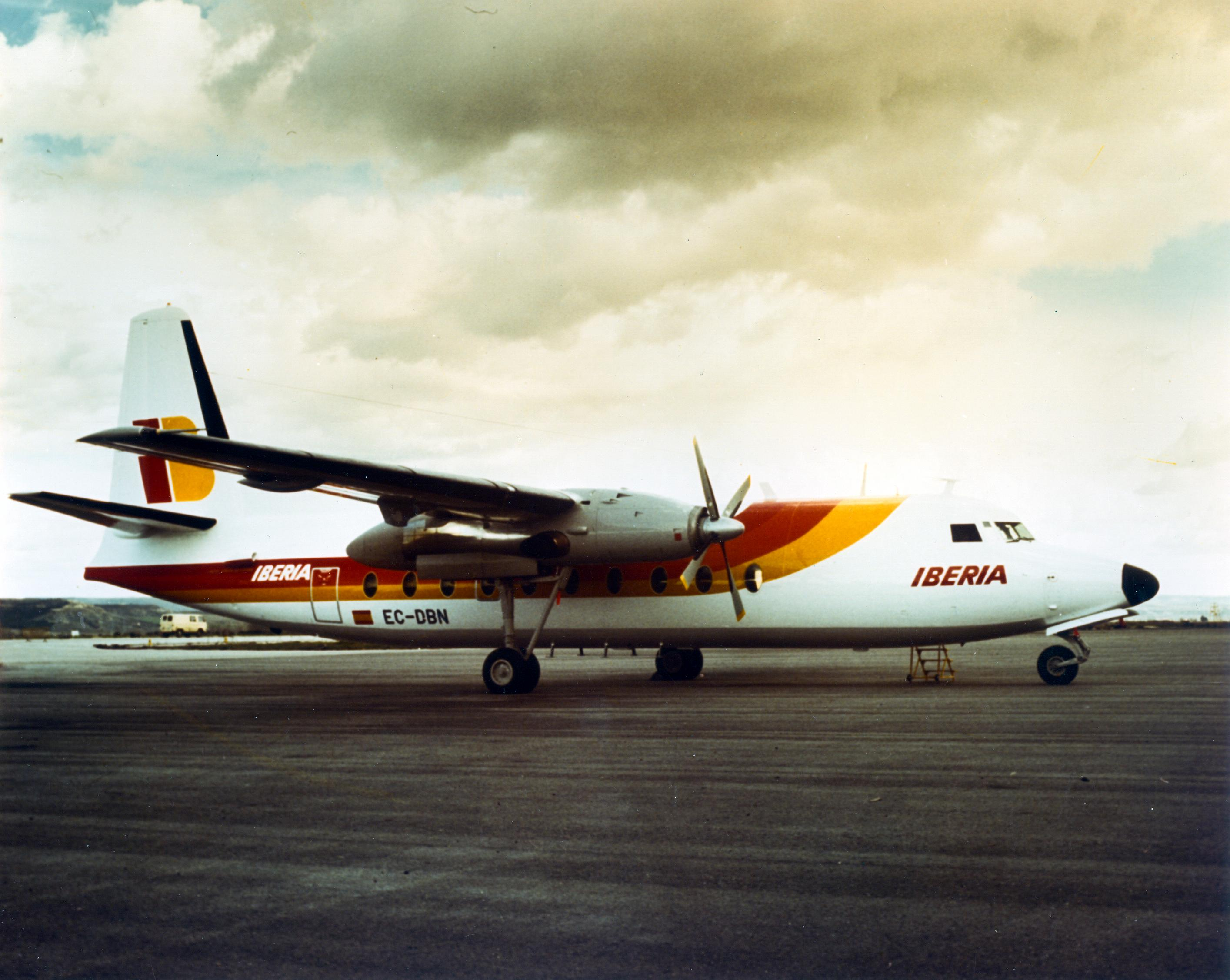
Fokker F-27 Friendship der Iberia

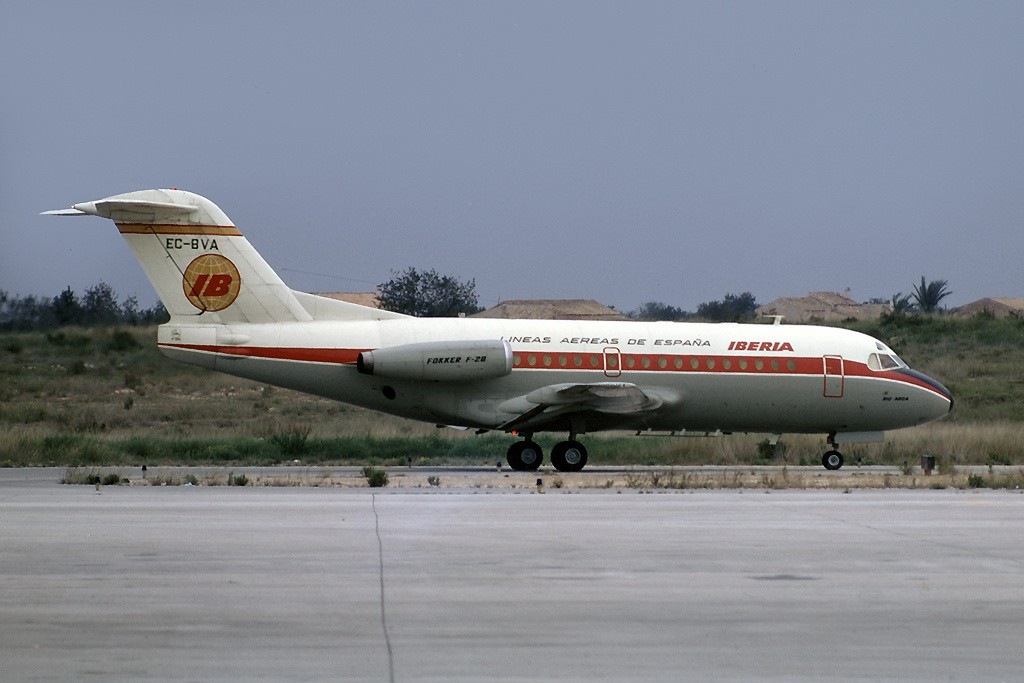
Fokker F28-1000 Fellowship der Iberia, Alicante 1971

Zuvor betrieb Iberia folgende Flugzeugtypen:
- Airbus A300
- Airbus A340 -300/-600[47]
- Boeing 727-200
- Boeing 747-100, -200
- Boeing 757
- Boeing 767
- Bristol 170 Freighter Mk.31 (1953–1960)[48]
- Sud Aviation Caravelle
- Convair CV-440 Metropolitan
- Convair CV-990, gemietet von Spantax[49]
- Douglas DC-1
- Douglas DC-2
- Douglas DC-3/C-47
- Douglas DC-4
- Douglas DC-8
- Douglas DC-9
- Douglas DC-10
- Fokker F27
- Fokker F28
- Junkers Ju 52/3m & CASA 352
- Lockheed L-1049 Super Constellation
- McDonnell Douglas MD-87, MD-88
- SNCASE Languedoc

## Zwischenfälle
Iberia verzeichnete von 1939 bis Juli 2020 insgesamt 38 Totalverluste von Flugzeugen. Darunter waren 14 Unfälle mit insgesamt 600 Todesopfern. Beispiele:
- Am 18. Dezember 1939 wurde eine Junkers Ju 52/3m mit dem Luftfahrzeugkennzeichen M-CABA südlich von Gibraltar von der britischen Flugabwehr abgeschossen und stürzte ins Mittelmeer, wobei die drei Besatzungsmitglieder und sieben Passagiere den Tod fanden.[51]

- Am 2. Februar 1944 schlug eine Douglas DC-2-115J der Iberia (EC-AAC) im Anflug auf den Flughafen Barcelona-El Prat (Spanien) in ein Haus ein. Von den 10 Insassen wurden 7 getötet. Das Flugzeug wurde zerstört.[52]

- Im Oktober 1945 wurde eine Douglas DC-2-115D der Iberia (EC-AAB) bei einem Unfall an einem unbekannten Ort zerstört. Nähere Einzelheiten sind derzeit nicht verfügbar. Es gab keine Todesfälle.[53]

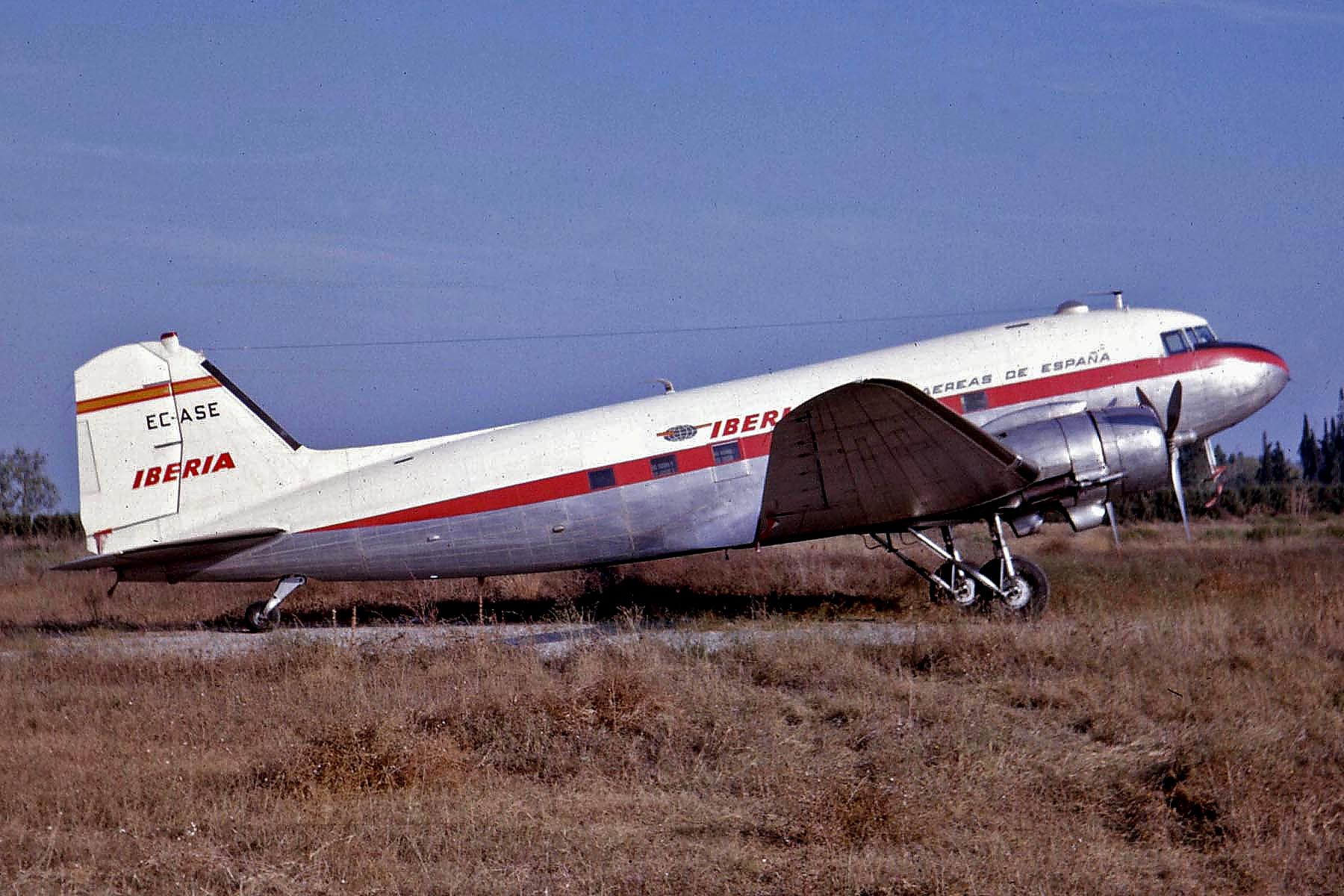
Douglas DC-3, von denen bei Iberia insgesamt 8 verunglückten

- Am 12. Juni 1946 fing an einer Douglas DC-3/C-53-DO der Iberia (EC-CAZ) kurz nach dem Start vom Flughafen Madrid-Barajas (Spanien) ein Triebwerk Feuer. Bei Alameda de Osuna, 4 Kilometer südsüdwestlich des Flughafens, wurde eine Notlandung durchgeführt. Alle 26 Insassen konnten das Flugzeug rechtzeitig verlassen, bevor es ausbrannte, und überlebten den Unfall.[54]

- Am 22. Dezember 1947 wurde eine Douglas DC-3/C-47A-80-DL der Iberia (EC-ACG) am Flughafen Madrid-Barajas (Spanien) irreparabel beschädigt. Über Personenschäden ist nichts bekannt.[55]

- Am 23. Dezember 1948 kollidierte eine Douglas DC-3/C-47 (EC-ABK) auf dem Weg von Madrid nach Barcelona mit einem Berg nahe Gandesa, wobei alle 27 Menschen an Bord ums Leben kamen.[56]

- Am 28. Oktober 1957 verunglückte eine weitere Douglas DC-3/C-47 (EC-ACH). Sie stürzte auf dem Weg von Tanger nach Madrid nahe Getafe ab, als eines der Triebwerke Feuer gefangen und sich dann gelöst hatte. Alle 21 Menschen an Bord starben (siehe auch Flugunfall der Iberia bei Getafe).[57]

- Am 10. April 1958 kehrte eine Douglas DC-3 (C-53) der Iberia (EC-ABN) nach dem Start vom Flugplatz Palma de Mallorca-Son Bonet für den Flug nach Barcelona aufgrund von Triebwerksproblemen zurück. In einem Feld am Flugplatzrand wurde eine Bauchlandung durchgeführt, die in einem Totalschaden resultierte. Alle Insassen überlebten.[58]

- Am 29. April 1959 kollidierte erneut eine Douglas DC-3/C-47 (EC-ABC) auf dem Weg von Barcelona nach Madrid mit einem Berg. Auf der Strecke herrschte zum Unfallzeitpunkt schlechtes Wetter. Alle 28 Insassen kamen ums Leben.[59]

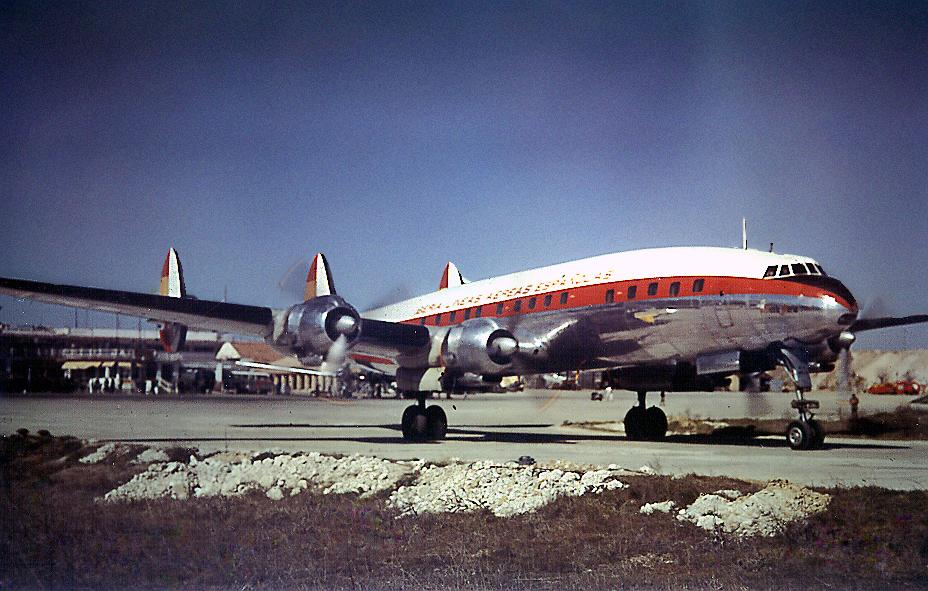
Lockheed L-1049 Super Constellation der Iberia, baugleich mit den 1960, 1961 und 1965 verunglückten Maschinen

- Am 8. November 1960 verunglückte eine Lockheed L-1049G Super Constellation der US-amerikanischen Trans World Airlines (TWA) (N7125C), betrieben für die Iberia, bei der Landung auf dem Flughafen Barcelona-El Prat. Die aus Madrid kommende Maschine berührte gut 30 Meter vor der Landebahn einen Abfallhaufen, verlor die linken Räder, schleuderte von der Bahn herunter und fing Feuer. Alle 71 Insassen, 8 Besatzungsmitglieder und 63 Passagiere, überlebten.[60][61]

- Am 6. März 1961 stürzte eine Lockheed L-1049G Super Constellation der Iberia (EC-AIP) am Flughafen São Paulo-Congonhas (Brasilien) bei starken Abwinden kurz vor der Landebahn zu Boden und fing Feuer. Alle 46 Insassen, 10 Besatzungsmitglieder und 36 Passagiere, überlebten.[62]

- Am 19. September 1962 wurde eine Douglas DC-3/C-47A-20-DK der Iberia (EC-AGO) am Flughafen Teneriffa Nord (Spanien) irreparabel beschädigt. Über Personenschäden ist nichts bekannt.[63]

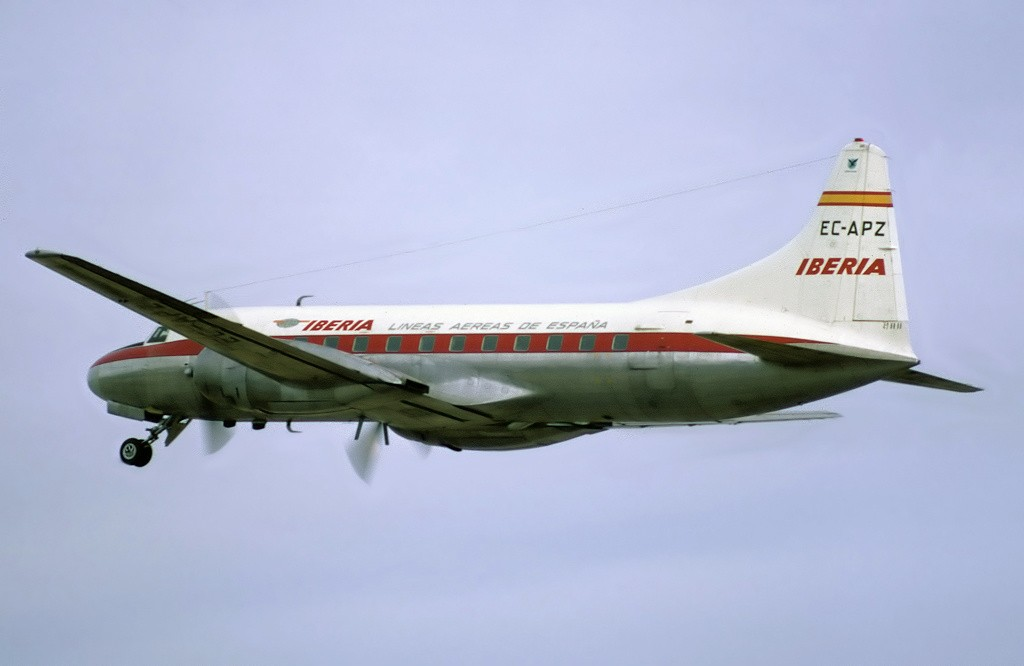
Convair 440 Metropolitan der Iberia, baugleich mit den Unfallflugzeugen 1962 und 1965

- Am 12. Oktober 1962 wurde eine Convair CV-440 der Iberia (EC-ATB) auf dem Flug von Valencia nach Sevilla gegen einem Berg in der Nähe von Carmona (Andalusien) geflogen, 25 Kilometer ostsüdöstlich des Startflugplatzes. Durch diesen CFIT (Controlled flight into terrain) wurden alle 18 Insassen getötet, vier Besatzungsmitglieder und 14 Passagiere.[64][65]

- Am 31. März 1965 verlor Iberia eine weitere Convair CV-440 (EC-ATH) auf dem Flug von Málaga zum Flughafen Tanger. Im Anflug kam es 18 Kilometer westlich des Zielflughafens aus unbekannter Ursache zum Strömungsabriss und Absturz ins Meer. Von den 53 Insassen konnten nur drei überlebende Passagiere aus dem Meer gerettet werden (siehe auch Flugunfall der Iberia bei Tanger).[66][67]

- Am 5. Mai 1965 verunglückte eine Lockheed L-1049G Super Constellation (EC-AIN) aus Madrid kommend beim Landeanflug auf den Flughafen Teneriffa/Los Rodeos. Nach einem missglückten Landeversuch während schlechten Wetters kollidierte die Maschine beim Durchstarten 50 Meter neben der Landebahn mit einem Bulldozer und zerbrach auf einem Acker, wobei 30 der 49 Menschen an Bord ums Leben kamen.[68]

- Am 16. September 1966 musste eine von Spantax für Iberia betriebene Douglas DC-3/C-47 (EC-ACX) kurz nach dem Start von Teneriffa wegen einer Triebwerksstörung im Meer notgewassert werden. Von 27 Menschen an Bord konnten sich 26 aus der langsam sinkenden Maschine retten; ein Passagier weigerte sich, auszusteigen (siehe auch Iberia-Flug 261).[69]

- Am 4. November 1967 verunglückte eine Sud Aviation Caravelle (EC-BDD) auf dem Weg von Málaga nach London. Die Piloten unterschritten bei leichtem Nebel und Nieselregen aus unbekannter Ursache die Mindestflughöhe. Das Flugzeug kollidierte schließlich mit Gebäuden und Vegetation, wobei alle 37 Menschen an Bord ums Leben kamen.[70]

- Am 7. Januar 1972 unterschritten die Piloten einer weiteren Sud Aviation Caravelle VI-R (EC-ATV) im Anflug auf den Flughafen Ibiza die Sicherheitsflughöhe und flogen die Maschine gegen einen Berg auf der Insel Ibiza. Alle 104 Insassen kamen ums Leben (siehe auch Iberia-Flug 602).[71]

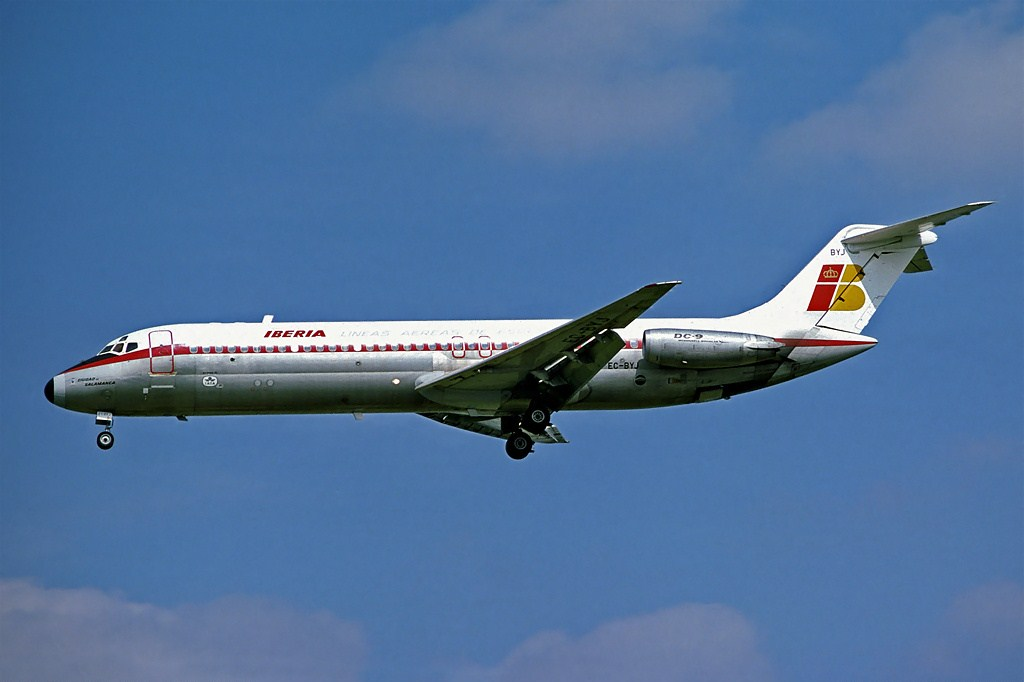
Eine Douglas DC-9-30 der Iberia (1978), baugleich mit der am 5. März 1973 verunglückten

- Am 28. Dezember 1972 verunglückte eine Fokker F28-1000 der Iberia (EC-BVC) bei einem Trainingsflug auf dem Flughafen Bilbao. Nach einer Warnung über asymmetrisch ausgefahrene Landeklappen wurde eine Landung mit eingefahrenen Klappen durchgeführt, bei starkem Regen und Rückenwind. Außerdem wurde auch noch spät aufgesetzt, so dass die Maschine das Landebahnende überrollte und in holperiges Gelände geriet, wo sie in drei Stücke zerbrach. Alle vier Piloten (die einzigen Insassen) überlebten.[72]

- Am 5. März 1973 kollidierte eine Douglas DC-9-30 (EC-BII) im Reiseflug nahe Nantes mit einer Convair CV-990 der Spantax, wobei alle 68 Menschen an Bord der DC-9 ums Leben kamen. Der Flugbesatzung der Convair CV-990 gelang trotz schwerer Beschädigungen eine Notlandung auf dem Militärflugplatz Cognac-Châteaubernard.[73][74] An diesem Tag gab es einen Streik der zuständigen französischen Fluglotsen.[75]

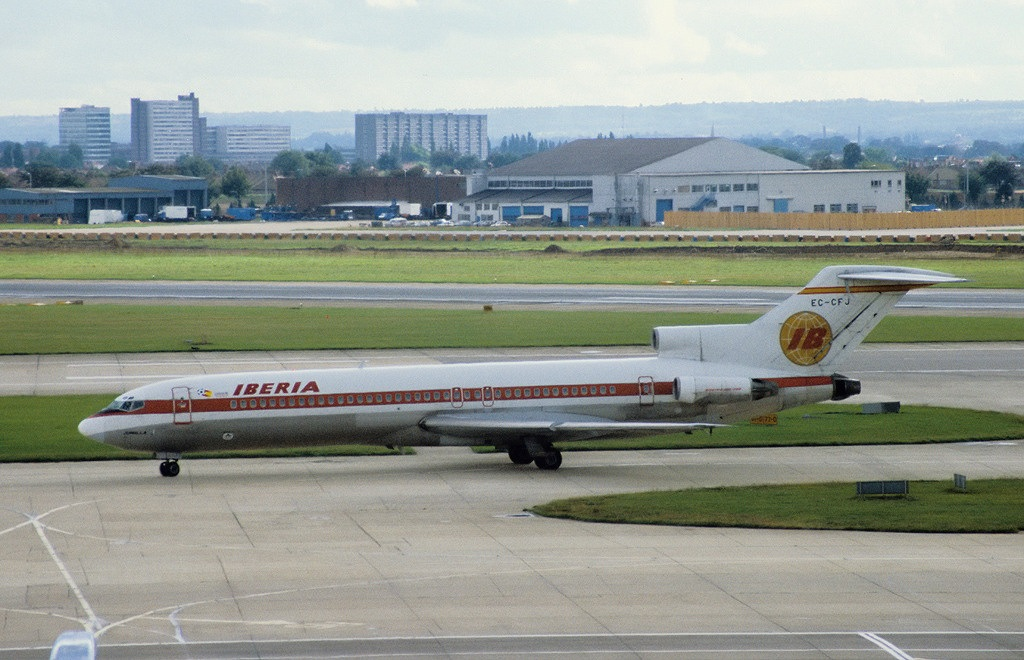
Die 1983 in Madrid verunglückte Boeing 727
EC-CFJ

- Am 7. Dezember 1983 kollidierten auf dem Flughafen Madrid-Barajas eine startende Boeing 727-200 der Iberia (EC-CFJ) und eine rollende Douglas DC-9-32 der Aviaco (EC-CGS), deren Piloten im Nebel auf die aktive Startbahn gerollt waren. Bei dem Unfall kamen 93 Menschen ums Leben, 51 von 93 in der Boeing 727 sowie alle 42 an Bord der Aviaco-Maschine. Als Konsequenz dieses Unfalls wurden alle spanischen Verkehrsflughäfen, insbesondere Barcelona und Madrid, so umgestaltet, dass ein Kreuzen einer aktiven Start- oder Landebahn nicht mehr notwendig ist (siehe auch Flugzeugkollision in Madrid 1983).[76][77]

- Am 19. Februar 1985 wurde eine Boeing 727-256 der Iberia (EC-DDU) beim Anflug auf den Flughafen Bilbao 30 Kilometer davon entfernt ins Gelände geflogen, wo sie eine Rundfunkantenne streifte und dadurch eine Tragfläche abgerissen wurde (Controlled flight into Terrain (CFIT)). Keiner der 148 Menschen an Bord überlebte den Unfall (siehe auch Iberia-Flug 610).[78]

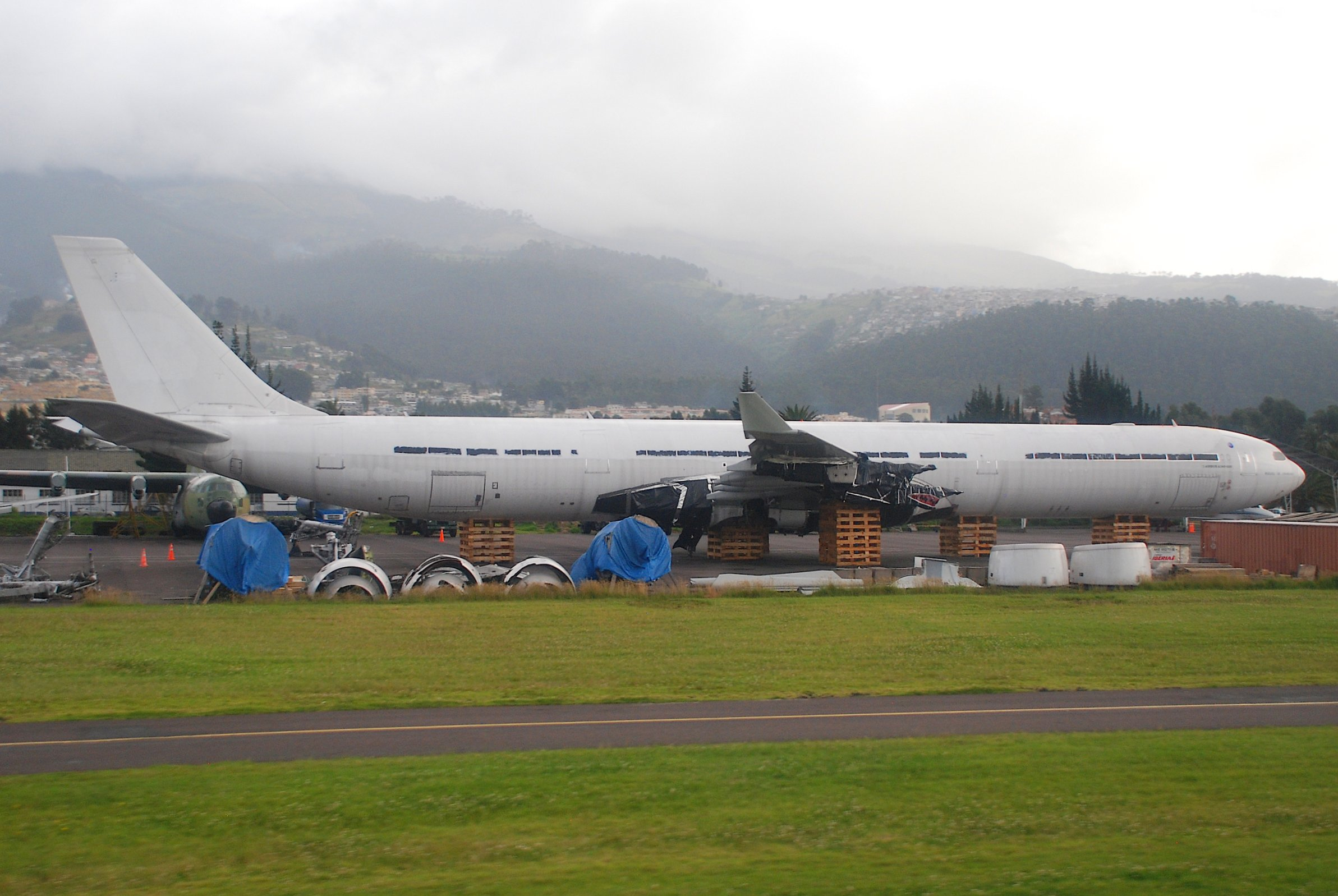
Der 2007 in Quito verunglückte Airbus A-340-600 EC-JOH beim Abwracken

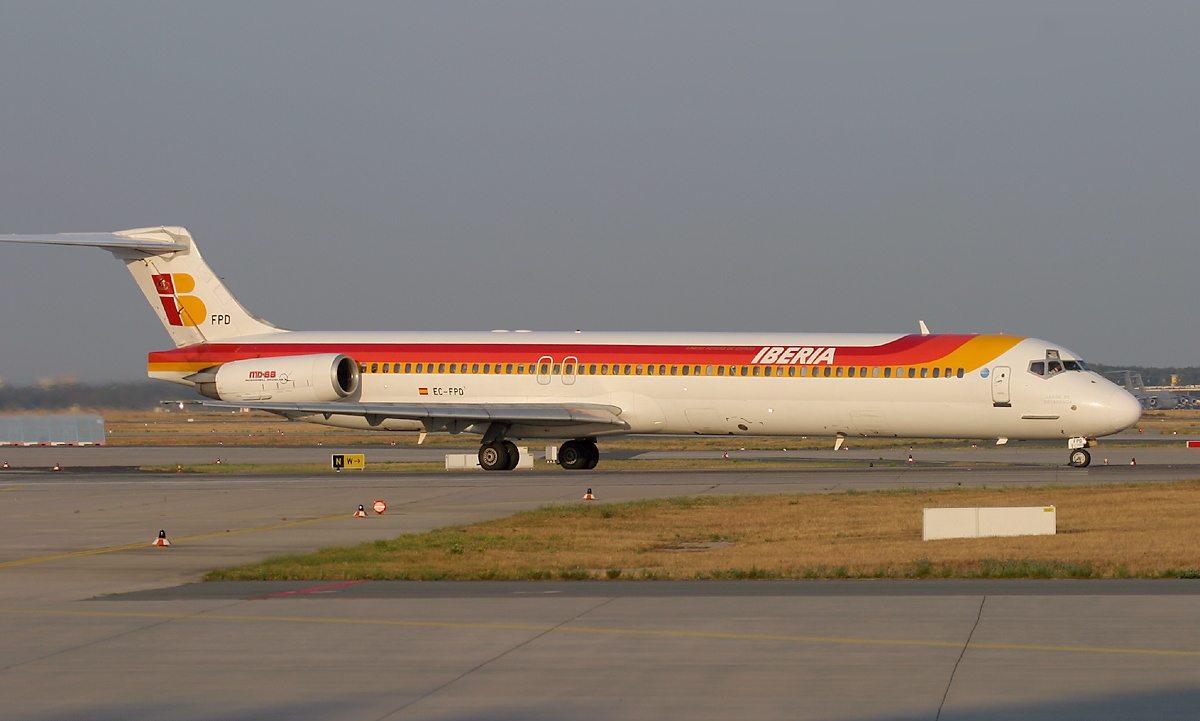
Die 2008 in Wien verunglückte MD-88 EC-FPD

- Am 7. Februar 2001 verunglückte ein Airbus A320-200 (EC-HKJ) mit 143 Insassen bei der Landung auf dem Flughafen Bilbao. Die Maschine geriet während des Endanfluges in heftige Turbulenzen und Schwerwinde, sodass die Piloten ein Durchstartmanöver einleiten wollten. Durch eine Verkettung der verschiedenen Umstände und eines Designfehlers wurde jedoch das Anstellwinkel-Schutzsystem aktiviert. Dies hinderte die Piloten daran, die Maschine hochzuziehen, sodass diese mit einer Sinkrate von 6 m/s (1200 Fuß pro Minute) auf die Landebahn krachte, wodurch das Bugfahrwerk zusammenbrach und die erst sieben Monate alte Maschine irreparabel beschädigt wurde.[79]

- Am 9. November 2007 rutschte ein aus Madrid kommender Airbus A340-600 mit dem Kennzeichen EC-JOH bei der Landung auf dem als schwierig geltenden Aeropuerto Internacional Mariscal Sucre in Quito über das Ende der Landebahn hinaus. Alle 359 Insassen überlebten, jedoch wurde das erst eineinhalb Jahre zuvor neu ausgelieferte Flugzeug so schwer beschädigt – unter anderem wurden zwei der Triebwerke abgerissen –, dass es einige Monate später noch vor Ort verschrottet wurde.[80][81] Der Flughafen wurde mittlerweile geschlossen und durch einen einfacher anzufliegenden ersetzt.

- Der vorerst letzte Flugzeugverlust der Iberia ereignete sich am 31. Juli 2008. Bei einer McDonnell Douglas MD-88 (EC-FPD) fiel während des Starts vom Flughafen Wien-Schwechat das linke Triebwerk aus. Bei der Bearbeitung der Checklisten während der Rückkehr zum Flugplatz stellten die Piloten fest, dass das linke Hauptfahrwerk laut Anzeige nicht verriegelt sei. Bei der Landung schliffen die geöffneten Fahrwerksklappen über die Landebahn; das Flugzeug wurde irreparabel beschädigt. Beitragende Faktoren zum Unfall waren etliche Wartungsfehler.[82]